# پورابو و تنزین
پورابو و تنزین (انگلیسی: Phurbu & Tenzin) یک فیلم است که در سال ۲۰۱۴ منتشر شد.